# Atrocità dei nazisti contro i prigionieri di guerra sovietici

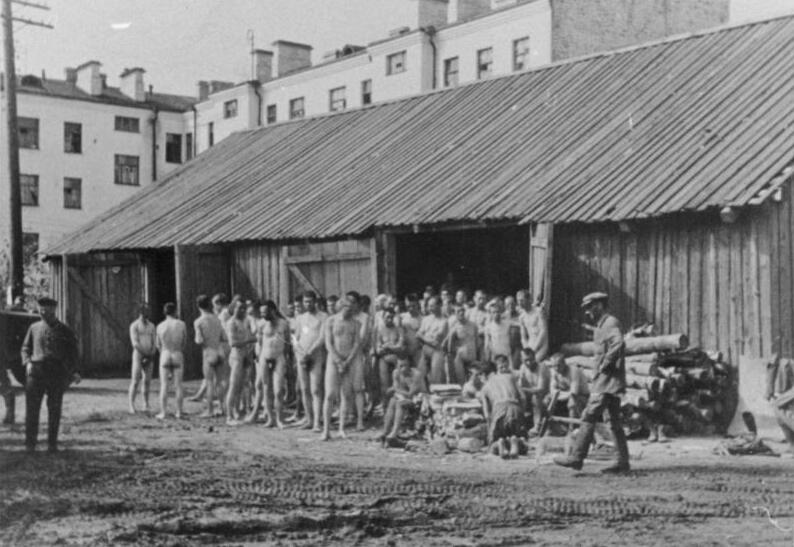
Prigionieri di guerra sovietici a Vicebsk, Bielorussia. agosto 1941

Con la locuzione atrocità dei nazisti contro i prigionieri di guerra sovietici ci si riferisce agli omicidi politici ed allo sterminio per negligenza nella custodia deliberatamente condotti verso i soldati dell'Unione Sovietica dalla Germania nazista. Ne conseguì la morte di un numero, variabile secondo le stime, dai 3,3 ai 3,5 milioni di prigionieri di guerra, circa il 60% di tutti i sovietici catturati dai tedeschi nel corso della seconda guerra mondiale.

## Sommario

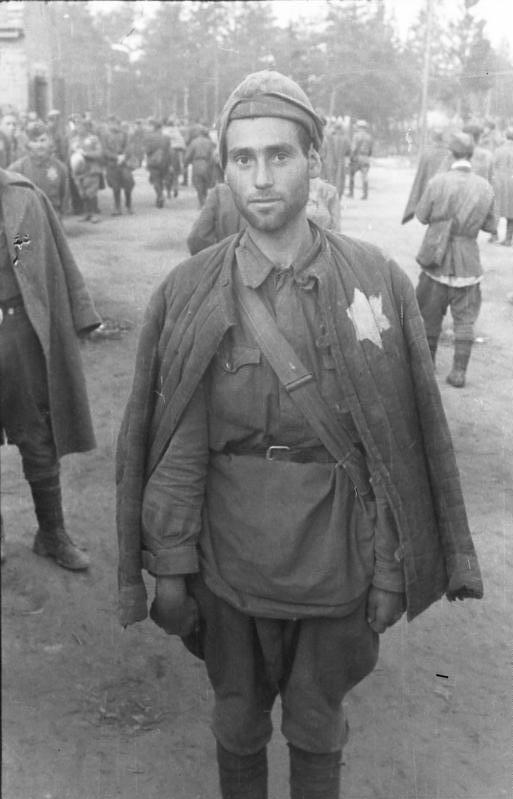
Un prigioniero di guerra sovietico in Russia identificato come ebreo. agosto 1941

Durante l'Operazione Barbarossa, l'Asse invase l'Unione Sovietica (URSS) e, durante la guerra tedesco-sovietica, caddero prigionieri milioni di soldati dell'Armata Rossa. Alcuni di loro furono arbitrariamente giustiziati nei campi da parte delle forze tedesche, altri morirono a causa delle condizioni disumane cui erano sottoposti nei campi di prigionia tedeschi durante la spietata marcia della morte dalla linea del fronte o furono spediti nei campi di sterminio.
Secondo le stime dell'United States Holocaust Memorial Museum (USHMM), circa 3,3 milioni di prigionieri di guerra sovietici morirono in custodia nazista, su un totale di 5,7 milioni catturati. Questa cifra rappresenta circa il 57% di morti sul totale, avvicinandosi così al rateo di morte degli ebrei in custodia nazista (pari a oltre il 60%) e spicca a confronto con la morte in prigionia di soli 8.300 britannici e statunitensi su un totale di circa 231.000, con un rateo di morte del 3,6%. Alcune stime variano da 5 milioni di morti, inclusi quelli uccisi subito dopo la rinuncia (un numero indeterminato, anche se certamente un gran numero). Solamente il 5% dei prigionieri sovietici che morirono erano di etnia ebraica. Tra coloro che morirono ci fu il figlio di Stalin: Jakov Džugašvili.

## Documentari
- Operazione Barbarossa - I crimini di guerra su Youtube.
- Operazione Barbarossa - I criminali di guerra su Youtube.